# Ostrów Wielkopolski
Ostrów Wielkopolski là một thành phố trong tỉnh Wielkopolskie, Ba Lan. Thành phố Ostrów Wielkopolski có diện tích 41,9 km2, dân số năm 2006 là 72.577 người. Đây là thành phố lớn thứ năm của tỉnh. Thành phố là thủ phủ của Hạt Ostrów Wielkopolski